# 五百香ノエル
五百香 ノエル（いおか のえる、1967年5月25日 - 2018年9月21日）は、日本の小説家。東京都文京区出身。

## 経歴
- 1993年にデビュー。
- 2006年6月、急性心筋梗塞を発症[2]、闘病しながらの執筆活動を行っていたが、2018年9月21日死去。享年51歳[3]。

## 作風
作品の殆どがボーイズラブ物であるが、一部では両性具有（GENEシリーズやラブ・ブラッドシリーズ）やTSF（りぼんシリーズ）を取り入れた作品もある。

## 単行本

### アイス文庫（桜桃書房）
- 「神様はイジワルじゃない」
- 「ロックンベースボール」
- 「木犀荘に棲む永遠」（全2巻）
- 「Nervous Everyday」
- 「BEAST DESIRE」（全3巻）

### FUDGEノベルズ（桜桃書房）
- 「災厄の冠」

### パレット文庫（小学館）
- 「最強少年―ダイナマイトボーイズ」
- 「デッドリー・デッドエンド」
- 「ファントム・エクスプレス」
- 「サラマンドル・ブラッド」
- 「闇の愛人」

りぼんシリーズ
- 「りぼん絵日記」
- 「りぼん記念日」

王子様シリーズ
- 「王子様のお気に入り」
- 「王子様は魔法使い」

### プラチナ文庫（フランス書院）
狼たちシリーズ
- 「狼たちの遊戯」
- 「狼たちの秘密」

ラブ・ブラッドシリーズ
- 「ラブ・ブラッド―テンペストの悲劇―」
- 「ラブ・ブラッド―テンペストの到来―」

### シャレード文庫（二見書房）
- 「恋に啼く彩り」

### Holly NOVELS（スコラマガジン）
- 「運命はすべて、なるようになる」（上・下）
- 「眩暈」
- 「家路」
- 「君ガ大スキライ」
- 「こういうときにそうくるか」

### ショコラ文庫（心交社）
- 「優・等・生」

### ディアプラス文庫（新書館）
- 「ありす白書」
- 「本日ひより日和」
- 「マイ・ディア・プリンス」
- 「君はロリポップ」
- 「GHOST GIMMICK」
- 「シュガー・クッキー・エゴイスト」
- 「EASYロマンス」
- 「罪深く潔き懺悔」

MYSTERIOUS DAMシリーズ
- 「骸谷温泉殺人事件」
- 「天秤座号殺人事件」
- 「死神山荘殺人事件」
- 「死ノ浜伝説殺人事件」
- 「鬼首峠殺人事件」
- 「女王蜂殺人事件」
- 「地獄温泉殺人事件」
- 「電脳天使殺人事件」
- 「青い方程式」
- 「幻影旅籠殺人事件」

### キャラ文庫（徳間書店）
キリング・ビータシリーズ
- 「キリング・ビータ」
- 「偶像の資格」
- 「暗黒の誕生」
- 「静寂の暴走」

GENEシリーズ（2002年にドラマCD化された）
- 「天使は裂かれる」
- 「望郷天使」
- 「紅蓮の稲妻」
- 「静寂の暴走」
- 「この世の果て」
- 「螺旋運命」
- 「宿命の血戦」
- 「愛の戦闘」
- 「心の扉」
- 「天使はうまれる」

### ビーボーイノベルズ（リブレ）
- 「血よ朱く蜜よりも甘く」
- 「あなたは純情な我儘」
- 「王子サマなんていらないッ！」
- 「Sweet Homebee Devil」
- 「KISSと海賊」（全4巻）
- 「蜉蝣の庭」

### リリ文庫（大誠社）
- 「ちるはな、さくはな」
- 「I bee―愛の夢を見る」

### その他レーベル
- 「ヒューマンレプリカ」（宙出版）
- 「High School Candy」（ハイランド ）